# ICC Intercontinental Cup 2009-10
L'ICC Intercontinental Cup 2009-10 è stata la quinta edizione del torneo mondiale di First Class cricket per nazioni prive del test status. Si è disputata dal 2 luglio 2009 al 6 dicembre 2010. Al torneo hanno preso parte sette squadre e la vittoria finale è andata per la prima volta alla selezione afghana, che ha sconfitto in finale quella scozzese.

## Formula
Il torneo era composto da un unico girone all'italiana in cui le prime due classificate si sono affrontate per la finale.
Nel girone all'italiana iniziale ogni squadra poteva conquistare i seguenti punti:
- Win (Vittoria) – 14 punti
- Draw (Patta). Se con più di 10 ore di gioco perse – 7 punti, altrimenti 3 punti
- First Innings leader (essere in testa al termine del primo innings)– 6 punti (indipendentemente dal risultato finale)
- Abandoned without a ball played (partita non disputata) – 10 punti.

## Fase a gironi

### Classifica
| Squadra     | Punti | P | W | L | D | FI | A |
| ----------- | ----- | - | - | - | - | -- | - |
| Afghanistan | 97    | 6 | 5 | 0 | 1 | 4  | 0 |
| Scozia      | 89    | 6 | 4 | 1 | 1 | 5  | 0 |
| Zimbabwe XI | 72    | 6 | 3 | 1 | 2 | 4  | 0 |
| Irlanda     | 55    | 6 | 2 | 1 | 3 | 3  | 0 |
| Kenya       | 43    | 6 | 2 | 3 | 1 | 2  | 0 |
| Paesi Bassi | 15    | 6 | 0 | 5 | 1 | 2  | 0 |
| Canada      | 9     | 6 | 0 | 5 | 1 | 1  | 0 |

## Finale
| Data              | Luogo                                                          | In battuta (nel I innings)                | Al lancio (nel I innings)                         | Risultato              |
| ----------------- | -------------------------------------------------------------- | ----------------------------------------- | ------------------------------------------------- | ---------------------- |
| 2-6 dicembre 2010 | Dubai International Cricket Stadium Dubai, Emirati Arabi Uniti | Scozia 212 (88.4 overs) e 82 (47.3 overs) | Afghanistan 171 (60.1 overs) e 124/3 (26.4 overs) | AFG vince di 7 wickets |